# Чжоу Цзяньпин
Чжоу Цзяньпин (кит. трад. 周建平, пиньинь Zhōu Jiànpíng, род. 13 января 1957 г., р-н Ванчэн, Чанша, пров. Хунань, Китай) — китайский создатель аэрокосмической техники. С 2019 года — генеральный конструктор программы пилотируемых полётов Китая. Входит в третье поколение китайских создателей космической техники. Участник 12-й сессии Народного политического консультативного совета Китая.

## Биография
Родился Чжоу в 1957 году, в районе Ванчэн, который впоследствии вошёл в состав городского округа Чанша, в китайской провинции Хунань. Выпускник Даляньского технологического университета, где получил в 1984 году учёную степень по прикладной механике. В октябре 1989 года получил докторскую степень по механике твёрдого тела в Оборонном научно-техническом университете НОАК. В апреле 2000 года принял участие в программе пилотируемых полётов «Шэньчжоу». В октябре 2019 был назначен её генеральным конструктором.

## Премии и награды
- 1999 «Выдающийся молодой учёный» (присуждена Национальным научным фондом для выдающихся молодых учёных)
- 2013 Член Китайской инженерной академии[англ.] (CAE)
- 2016 Награда Гуанхуа инженерных наук и технологий